# Lenkoran
Lenkoran (azer. Lənkəran) – miasto w południowym Azerbejdżanie, na Nizinie Lenkorańskiej, port nad Morzem Kaspijskim. Lenkoran jest położony u stop Gór Tałyskich. Przez miasto płynie rzeka Lenkoranka (Lənkərançay), uchodząca tu do morza. Według danych z 2014 r. Lenkoran zamieszkuje około 52 tys. mieszkańców.

## Przypisy

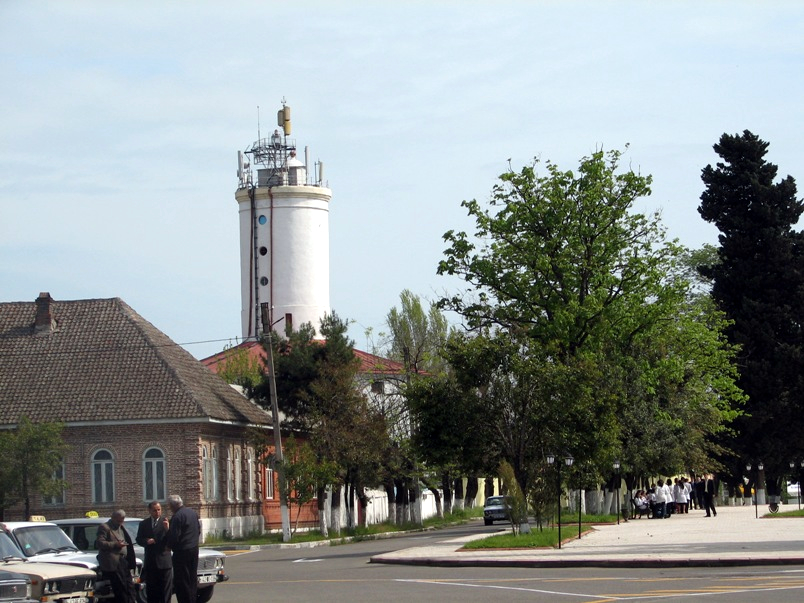
Jedna z ulic

## Geografia

### Położenie i warunki naturalne
Lenkoran znajduje się nad Morzem Kaspijskim, u stop Gór Tałyskich. Miasto jest oddalony od Baku 268 km, a od granicy z Iranem 41 km. Powierzchnia Lenkoranu wynosi 15.39 km². Region, w którym znajduje się Lenkoran, charakteryzuje się bogactwem flory i fauny. W Rezerwacie Przyrody Gizil-Agach występuje ponad 250 gatunków roślin, 30 gatunków ryb i ponad 220 gatunków ptaków. Lenkoran również słynie z parocji perskiej, znanej również jako żelazne drzewo. Żelazne drzewo występuje w Narodowym Parku Hirkan. Według legendy, jest to jedyne drewno, które tonie w wodzie i dlatego jest nazywane żelaznym drzewem. Historycznie był używany do ogrzewania, ponieważ pali się przez długi czas i nie jest łatwo je zgasić.

### Klimat
Lenkoran ma wilgotny klimat subtropikalny, który graniczy z klimatem śródziemnomorskim. W regionie panują ciepłe i mokre zimy oraz suche i bardzo wilgotne lata. Maksymalne roczne opady wynoszą od 1600 do 1800 mm rocznie i są najwyższymi opadami w Azerbejdżanie.

## Demografia
- Azerowie 86.04%[1]
- Tałyszowie 13.55%[1]
- inni 0.41%[1]